# Jeremias de Apaúnia
Jeremias (em latim: Hieremias; em grego: Ιερεμίας; romaniz.: Ieremías; em armênio/arménio: Էրեմիա; romaniz.: Eremia) foi um nobre armênio do século V da família Apaúnio, ativo no reinado do xainxá Isdigerdes II (r. 438–457).

## Nome
Jeremias é a forma lusófona derivada do latim Hieremias do grego Jeremias (Ιερεμίας, Ieremías), que por sua vez derivam do hebraico Iremiá (יִרְמְיָה, yirm'yá), "que Deus exalte". Foi registrado em armênio como Eremia (Էրեմիա, Eremia).

## Contexto

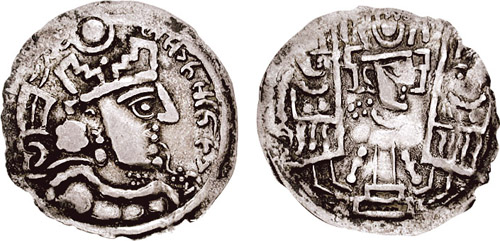
Dracma de r.

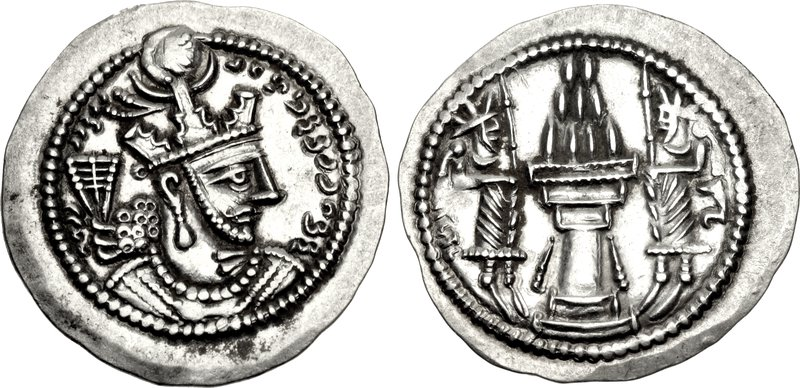
Dracma de r.

Em 428, os nacarares da Armênia peticionaram ao xainxá Vararanes V (r. 420–438) para que destronasse o rei Artaxias IV (r. 422–428) e abolisse a dinastia arsácida. Para governar o país, Vemir-Sapor foi nomeado como marzobã e e Vaanes II foi designado à tenência real. Vemir-Sapor morreu em 442, após uma administração considerada justa e liberal, na qual conseguiu manter a ordem sem ferir o sentimento nacional de frente. Vasaces I substituiu-o como marzobã. Vararanes permitiu a manutenção do cristianismo, enquanto procurava acabar com a influência do Império Bizantino sobre a Igreja da Armênia ao anexá-la à Igreja do Oriente. Contudo, seu filho e sucessor, Isdigerdes II (r. 438–457), era um pietista masdeísta e se comprometeu a impor o masdeísmo na Armênia.

## Vida
A parentela de Jeremias é desconhecida, salvo que pertencia à família Apaúnio e que serviu como bispo de Apaúnia, o gavar (cantão) de sua família. De acordo com Lázaro de Farpe, esteve presente no Concílio de Artaxata convocado pelo católico José I, o marzobã Vasaces Siuni, o asparapetes Vardanes II e o vitaxa da Marca da Ibéria Axuxa II. A intenção do encontro, ocorrido em 450 segundo Nicholas Adontz, era responder ao edito enviado por Mir-Narses, em nome de Isdigerdes, que exigia que a nobreza se convertesse ao zoroastrismo.